# Andrew Lees
Andrew Lees (Melbourne, 10 giugno 1985) è un attore australiano.
Noto per aver interpretato il ruolo di Lucien Castle nella serie televisiva The Originals

## Biografia
Esordisce nel 2006 partecipando a una pubblicità e acquista notorietà prendendo parte alla serie televisiva H2O; successivamente recita in serie televisive e film australiani.
A partire dal 2009 diventa uno dei protagonisti della serie televisiva Rescue Special Ops, interpretando la parte di Chase Gallagher. Nel 2013 prende parte ad alcuni episodi della terza stagione di Dance Academy, nel ruolo di Wes.
Riveste il ruolo del vampiro Lucien Castle, a partire dal 2015, nella serie The Originals, ricoprendo la parte fino al 2016.

## Filmografia

### Cinema
- Flame of the West, regia di Hannah Cowley (2008)
- The Talk About, regia di Abe Forsythe (2010)
- Australian Pilot Season, regia di Justin Mitchell (2013)
- The 34Th Battalion, regia di Luke Sparke (2014)
- Macchine mortali (Mortal Engines), regia di Christian Rivers (2018)
- Unfriended: Dark Web, regia di Stephen Susco (2018)

### Televisione
- Home and Away – serie TV, 4 episodi (2008) - Nathan Cunningham
- City Homicide – serie TV, 1 episodi (2008) - Costance Lockwood
- Rescue Special Ops – serie TV, 48 episodi (2009-2011) - Chase Gallagher
- H2O – serie TV, 5 episodi (2010) - Ryan
- The Pacific – miniserie TV, 3 episodi (2010) - Robert Oswalt
- Dance Academy – serie TV, 6 episodi (2012-2013) - Wes
- Carlotta – film TV, regia di Samantha Lang (2014) - Peggy
- Your Family or Mine - serie TV, 7 episodi (2015) - Blake
- Peter Allen: Not the Boy Next Door - serie TV, 2 episodi (2015) - Greg Conell
- The Originals, serie TV, 20 episodi (2015-2016) - Lucien Castle

## Doppiatori italiani
Nelle versioni in italiano dei suoi film, Andrew Lees è stato doppiato da:
- David Chevalier: Rescue Special Ops
- Marco Vivio: H2O
- Massimo Triggiani: The Pacific
- Andrea Mete in The Originals
- Fabrizio De Flaviis in Unfriended: Dark Web